# Finnsjötjärnen (Färila socken, Hälsingland)
Finnsjötjärnen är en sjö i Ljusdals kommun i Hälsingland och ingår i Ljusnans huvudavrinningsområde.